# Бісків
Біскі́в — село в Усть-Путильській сільській громаді Вижницького району Чернівецької області України. Мешканці села — українці, котрі належать до етнографічної групи гуцулів.

## Географія
У селі Черепанка впадає у річку Бісків, праву притоку Путилки.
На околиці села є водоспад Кізя (12 м). На відстані приблизно 1,5 км від нього знаходиться водоспад Бісків (каскадного типу, 3 м).

## Історія
З часу заснування село входило до складу древньоруської держави Київської Русі, пізніше Галицько-Волинської держави. У часи середньовіччя входили до Молдовського князівства. З 1775 у складі Австрійської монархії, частина імперського краю Буковина. 28 листопада 1918 року село, разом зі всією Буковиною, було окуповано Румунією.З 1940 року у складі УРСР. Вже 1941 року румуни, як союзники нацистської Німеччини, відновили свою окупаційну владу в селі, але знов-таки — лише до 1944.
Під час Другої Світової війни село зазнало нападу сталінських партизанів, які вчиняли погроми. Зокрема повідомляється: "В с. Бисків (Карпати) в квартирі штабу з’єднання кухар штабу простріляв вікна, кухонний посуд і стелю за те, що хотів зґвалтувати господиню, але вона втекла. Після цього він випорожнився на столі. Про дії цих осіб було відомо командуванню, але останні не звернули на це уваги". (ЦДАГО України. – Ф.62. – Оп.1. – Спр. 295. – Арк. 69-71)
1944 року село разом з Північною Буковиною було приєднано до УРСР.  Разом з тим новий сталінський режим чинив на цих землях, як по всій західній Україні, "червоний терор", якому намагалися чинити опір формування УПА.

## Населення

### Мова
Розподіл населення за рідною мовою за даними перепису 2001 року:
| Мова       | Кількість | Відсоток |
| ---------- | --------- | -------- |
| українська | 191       | 100%     |

## Галерея

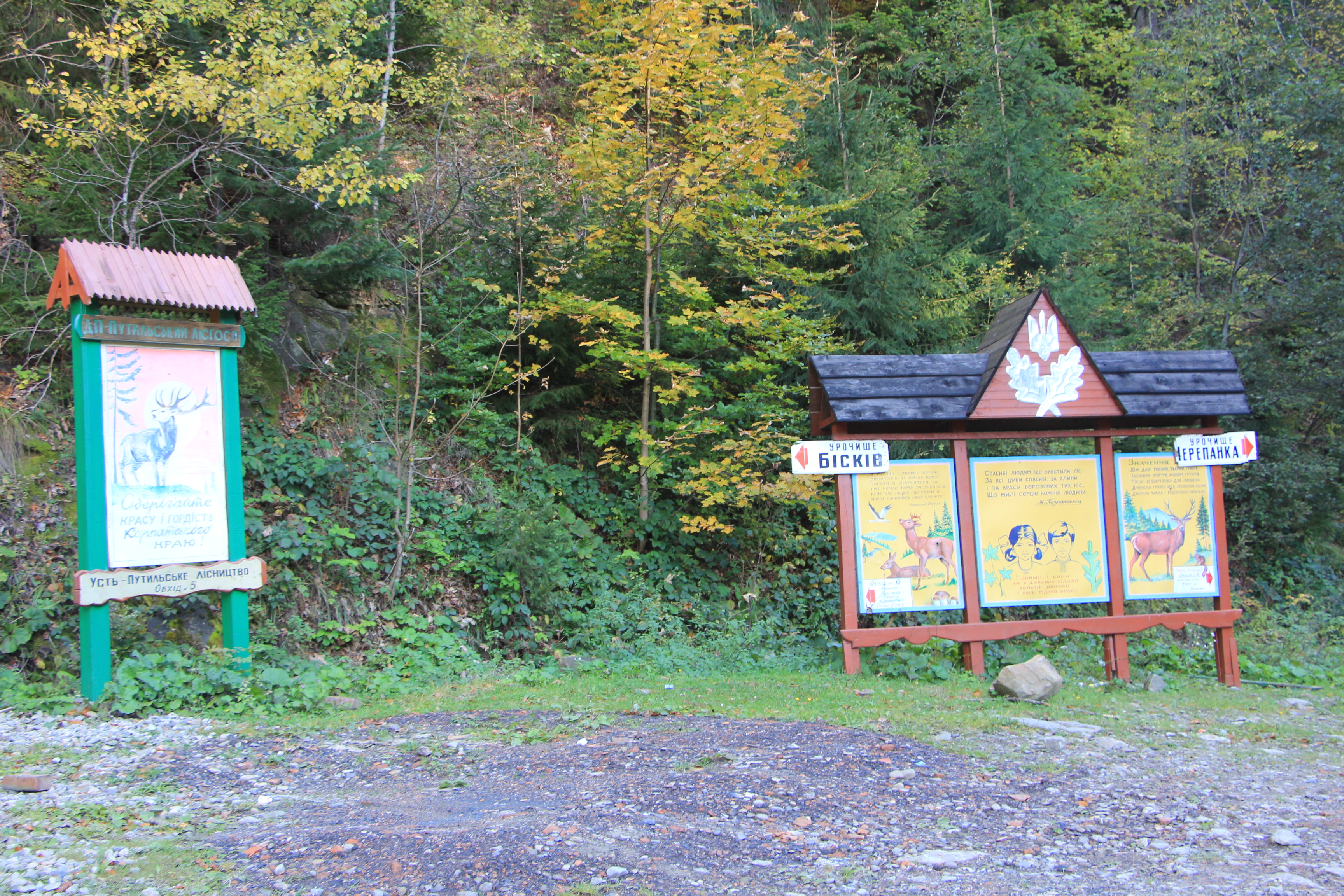
Вказівники дорогою до села
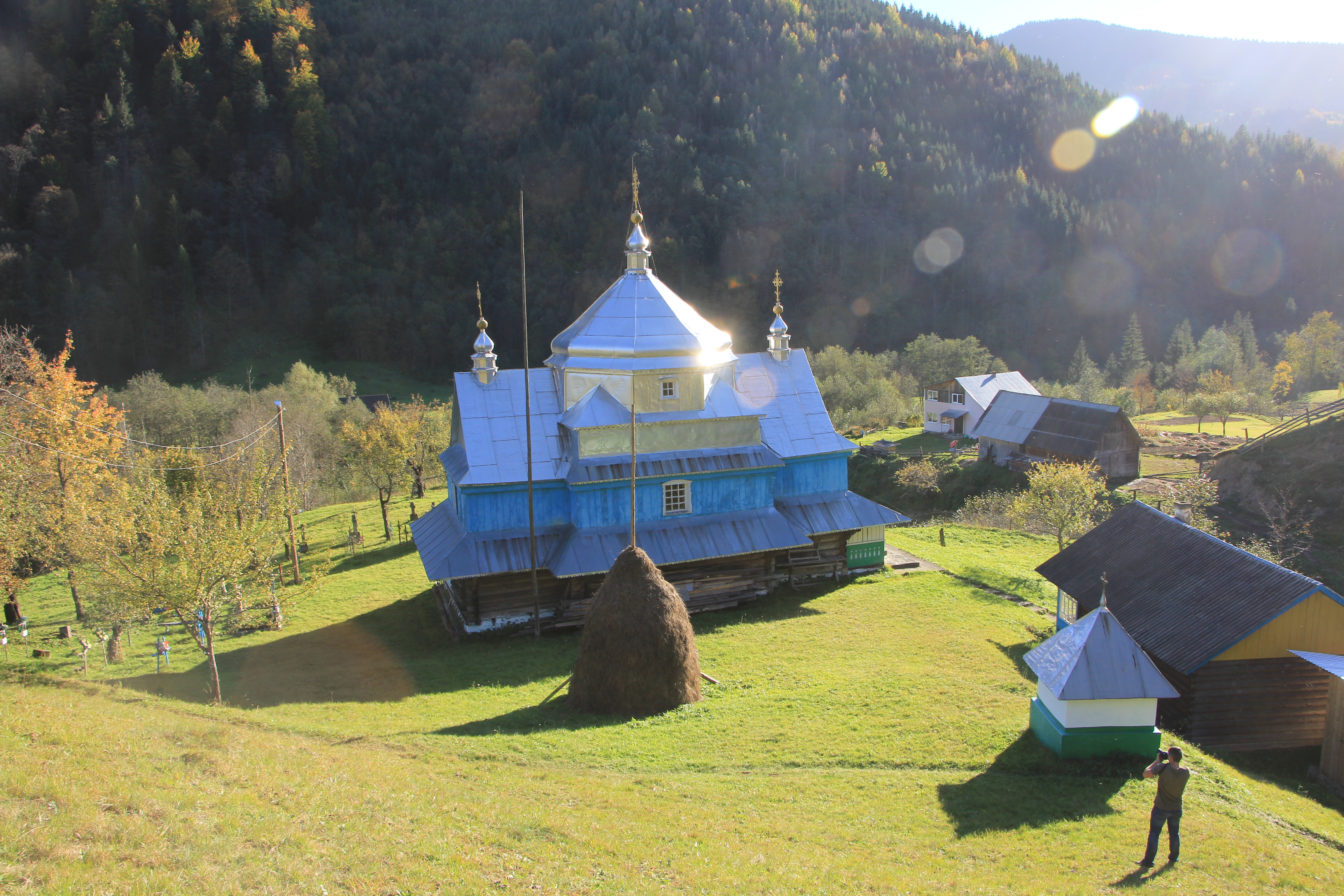
Дерев'яна церква Св. Арх. Михаїла
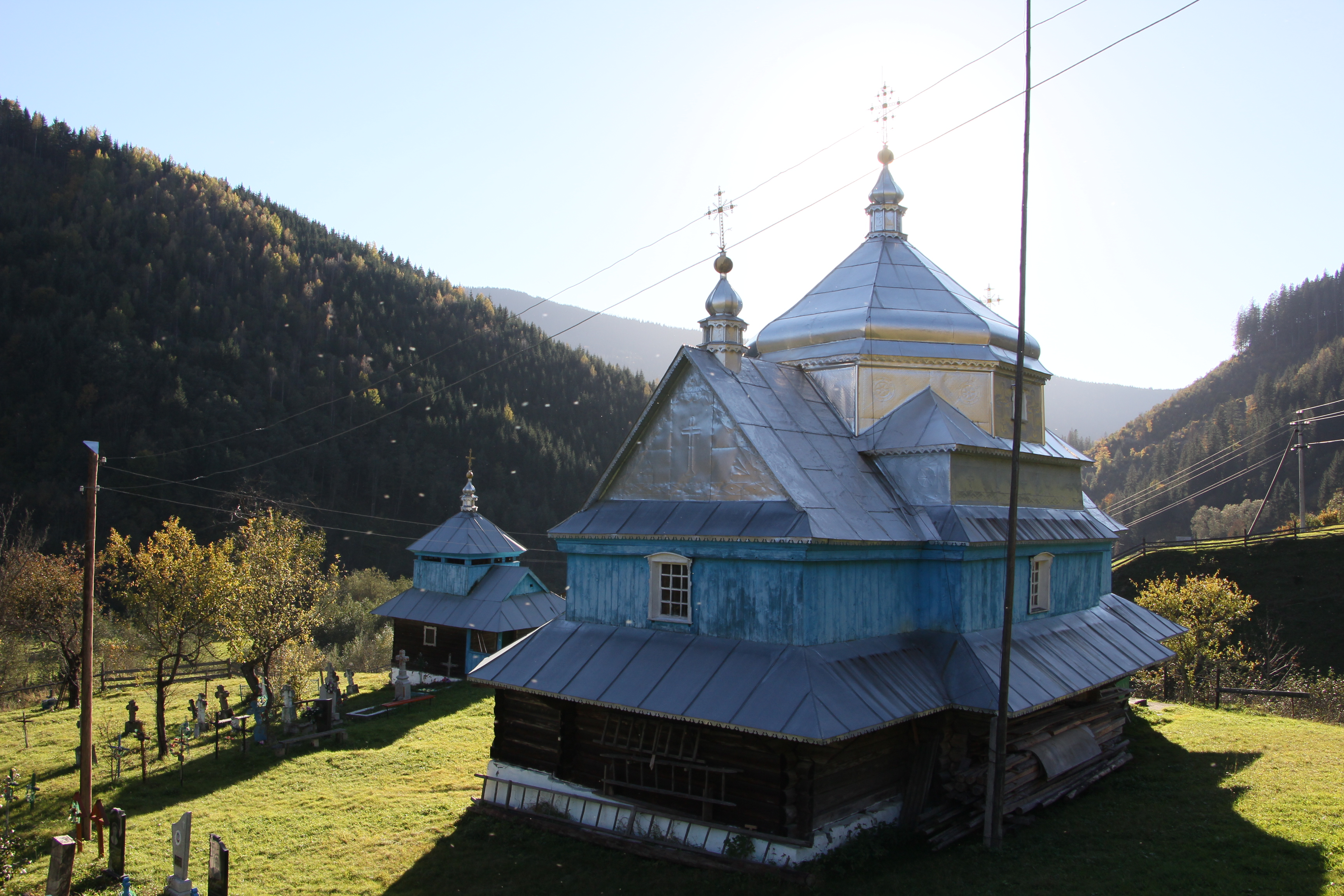
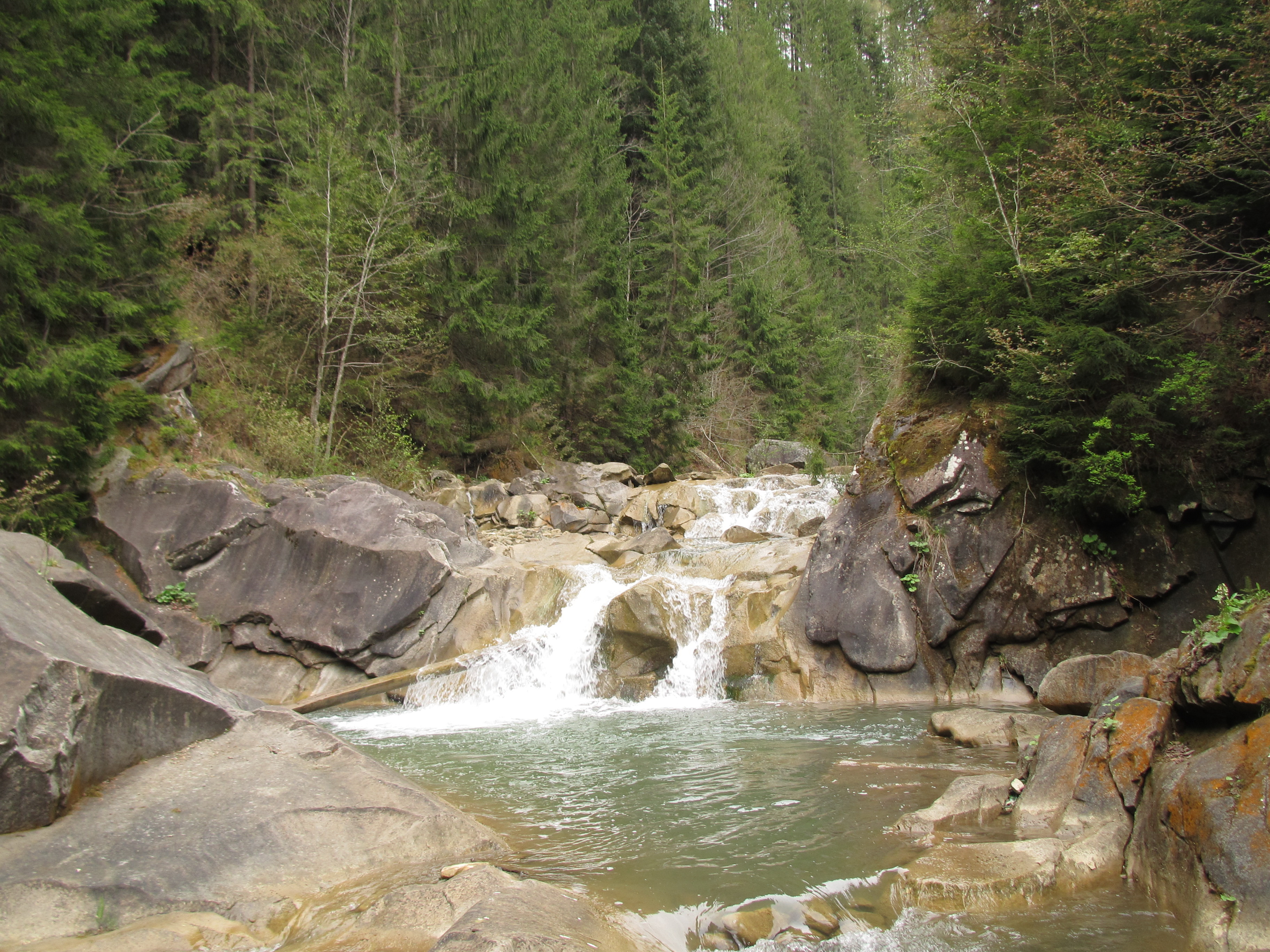
Водоспад Бісків